# Крайя, Эрвис
Эрвис Крайя (алб. Ervis Kraja, род. 26 июня 1983, Шкодер) — албанский футболист, защитник.

## Клубная карьера
Во взрослом футболе дебютировал в 2001 году выступлениями за команду клуба «Беселидья», в которой провёл два сезона. Своей игрой за эту команду привлёк внимание представителей тренерского штаба клуба «Влазния», к составу которого присоединился в июле 2003 года. Сыграл за команду из Шкодера следующие два сезона своей игровой карьеры.
В 2005 году заключил контракт с клубом «Беса», в составе которого провёл следующие полтора года своей игровой карьеры. Большую часть времени, проведённого в составе «Бесы», был основным игроком защиты команды.
В начале 2007 года футболист перешёл в греческий «Ираклис», где так и не смог закрепиться, через что уже в июле того же года вернулся в «Бесу», но сыграв только 2 матча в Кубке УЕФА, в августе снова стал игроком «Влазнии».
В начале 2008 года перешёл в ужгородское «Закарпатье». В Премьер-лиге дебютировал 8 марта 2008 года в матче против киевского «Арсенала» (0:0), отыграв весь матч. До конца сезона албанец сыграл в 9 матчах чемпионата и забил 1 гол, но по его итогам команда заняла последнее место и вылетела в первую лигу. Несмотря на это Эрвис продолжил выступления за ужгородский клуб и сыграл до конца года ещё в 14 матчах и забил 2 гола.
В начале 2009 года вернулся на родину, где стал выступать за клубы «Беса», «Скендербеу», «Влазния», «Теута» и «Динамо» (Тирана). К составу клуба «Влазния» снова присоединился в начале 2012 года. С тех пор успел сыграть за команду из Шкодера 32 матча в национальном чемпионате.

## Выступления за сборные
В 2001 году дебютировал в составе юношеской сборной Албании и принял участие в 5 играх на юношеском уровне. В течение 2004-2005 годов привлекался к составу молодёжной сборной Албании. На молодёжном уровне сыграл в 4 официальных матчах.